# Osvaldo Hiriart
Osvaldo Hiriart Corvalán (Talca, 18 de febrero de 1895-Santiago, 2 de noviembre de 1982) fue un abogado y político chileno, militante del Partido Radical.

## Familia y estudios
Hijo de Luciano Hiriart Azócar, de origen vascofrancés, y Luisa Herminia Corvalán Ramírez. Estudió en un Liceo de Talca, luego en el Internado Nacional Barros Arana de Santiago desde donde egresó de Sexto de Humanidades del año 1913. Continúo los estudios superiores en la Universidad de Chile, donde se tituló de abogado en el 6 de agosto de 1920, sus memorias estaban relacionadas con la economía.
Se casó con Lucía Rodríguez Auda, hija de un acaudalado abogado. Con ella tuvo dos hijas y dos hijos: Lucía Hiriart, casada con el líder de la dictadura militar chilena, el general Augusto Pinochet Ugarte; Tatiana, casada con Vladimir Luksic, un miembro de la familia Luksic, y los varones Sergio y Osvaldo Hiriart.

## Vida pública
Miembro del Partido Radical (PR), se inició en la francmasonería en la Logia Deber y Constancia N.° 7 de Santiago.
Su profesión la ejerció en Antofagasta, donde se especializó en el área minera. Fue  director de la Sociedad Industrial Pesquera de Tarapacá S.A., y luego fiscal de la Corporación de Fomento de la Producción (Corfo), más tarde sería director de Endesa.
En las parlamentarias de 1937, fue electo senador por la primera agrupación provincial de Tarapacá y Antofagasta, por el periodo legislativo 1937-1945. Integró la Comisión Permanente de Constitución, Legislación y Justicia. Además, fue senador reemplazante en la Comisión Permanente de Minería y Fomento Industrial y en la segunda etapa de su labor, la integró y fue su presidente; senador reemplazante también, en la Comisión Permanente de Trabajo y Previsión Social.
El 1 de septiembre de 1943 el presidente radical Juan Antonio Ríos lo nombró ministro del Interior, debió dejar el Senado y el, 2 de noviembre siguiente, se incorporó en su reemplazo en la cámara alta, Leonardo Guzmán Cortés. Su servicio al cargo ministerial duró hasta el 6 de octubre de 1944. Paralelamente, cuando era ministro del Interior, fue ministro suplente del Trabajo, designado el 3 de abril de 1944 hasta el 23 de junio de ese año.
Falleció en Santiago, el 2 de noviembre de 1982 a los 87 años.